# Capitania de Gurupá
A Capitania da Fortaleza de Santo Antônio do Gurupá, também referida como capitania-fortaleza do Gurupá, foi uma capitania régia do Império Português. Diferentemente das capitanias hereditárias ou donatárias, a capitania do Gurupá tinha seus capitães-mores nomeados pelo Conselho Ultramarino ou, interinamente, pelos governadores e capitães-gerais do Estado do Maranhão.

## História
A capitania foi estabelecida em 1623 com a construção da Fortaleza de Santo Antônio do Gurupá por Bento Maciel Parente, após a expulsão dos holandeses da entrada do Rio Xingu. Localizada no interior do atual território do Pará, tinha posição estratégica para o controle da navegação na bacia amazônica e formava uma rede de defesa com outras fortificações da região.

### Regimentos e administração
O cargo de capitão-mor tinha duração de três anos e era regulado por regimentos detalhados que definiam suas funções e responsabilidades. O Regimento de 1683, dado a André Pinheiro de Lacerda, incluía orientações sobre:
- A conduta do capitão-mor;
- A propagação da fé católica entre os indígenas;
- A proteção dos índios contra a escravidão e maus-tratos;
- A repressão de desertores e criminosos;
- A exploração de minas e drogas do sertão;
- O registro de pessoas e canoas na região.

Apesar de o regimento estabelecer medidas para proteger os indígenas e controlar abusos, a exploração da mão de obra indígena e o comércio de drogas do sertão eram práticas recorrentes.

### Importância estratégica e econômica
A capitania do Gurupá era vista como um posto valioso tanto para a carreira militar quanto como fonte de ganhos econômicos. O interesse pelo cargo gerava disputas, e o cargo chegou a ser mantido dentro de famílias. No final do século XVII, a nomeação de Eugênio Monteiro Cortes, um militar português sem laços familiares no Estado do Maranhão e Grão-Pará, marcou uma tentativa de limitar os interesses locais no controle da capitania.

## Declínio
Com as reformas administrativas e militares na Amazônia durante o século XVIII, a capitania de Gurupá perdeu importância e foi integrada a outras estruturas administrativas do Estado do Grão-Pará e Maranhão.

## Legado
A Capitania de Gurupá desempenhou um papel crucial na defesa do território amazônico e no controle das vias fluviais durante o período colonial, sendo também um ponto central na complexa relação entre a Coroa, os colonos e os povos indígenas da região.